# Gerald Lascelles
Gerald Lascelles (21 de agosto de 1924-27 de febrero de 1998) fue el hijo menor de Henry Lascelles, VI conde de Harewood y María del Reino Unido, la única hija de Jorge V y María de Teck. Fue primo de Isabel II del Reino Unido. Fue estilizado El Honorable Gerald Lascelles.

## Vida y familia
Lascelles nació en el Goldsborough Hall, cerca de Knaresborough, North Yorkshire, y fue bautizado con el príncipe de Gales y la duquesa de York como sus padrinos. Cuando nació, ocupa el 7.° puesto en la línea de sucesión al trono británico.
El 15 de julio de 1952, se casó con Angela Estree Lyssod D'Arcy Dowding (20 de abril de 1919 – 28 de febrero de 2007) en St. Margaret's. Se mudaron a una casa en Albion
Mews, W2. Antes de divorciarse en julio de 1978, tuvieron un hijo:
- Henry Ulick Lascelles (nacido el 19 de mayo de 1953), quien se casó primero con Alexandra Morton (15 de abril de 1953) el 25 de agosto de 1979 (se divorciaron el 20 de octubfe de 1999) y ouego Fiona Wilmott el 2 de junio de 2006. Tiene un hijo de su primer matrimonio, Maximilian John Gerald, nacido el 19 de diciembre de 1991.

El 17 de noviembre de 1978, Lascelles se casó con su segunda esposa, la actriz Elizabeth Colvin (née Elizabeth Evelyn Collingwood, 23 de abril de 1924 – 14 de enero de 2006), en Viena, Austria. Tuvieron un hijo:
- Martin David Lascelles (nacido el 9 de febrero de 1962, Londres), al que tuvieron antes de su matrimonio. Martin se casó con Charmaine Eccleston (24 de diciembre de 1962, Kingston, Jamaica) el 23 de abril de 1999, y tienen un hijo, Alexander Joshua, nacido el 20 de septiembre de 2002. Martin también una hija ilegítima con la cantante Carol Anne Douet (4 de mayo de 1962, Londres)[3] llamada Georgina Elizabeth, nacida el 22 de diciembre de 1988.[3]

Lascelles fue el presidente del British Racing Drivers' Club desde 1964 a 1991, después de la muerte de Francis Curzon, V conde Howe. Lord Howe le había pedido a Lascelles que lo reemplazara.
También fue un entusiasta del jazz, y colaboró con el periodista y editor de la revista Sinclair Traill en los anuarios Just Jazz en los 50s.
Lascelles murió en Bergerac, Francia, en 1998.